# Rouleau du Temple

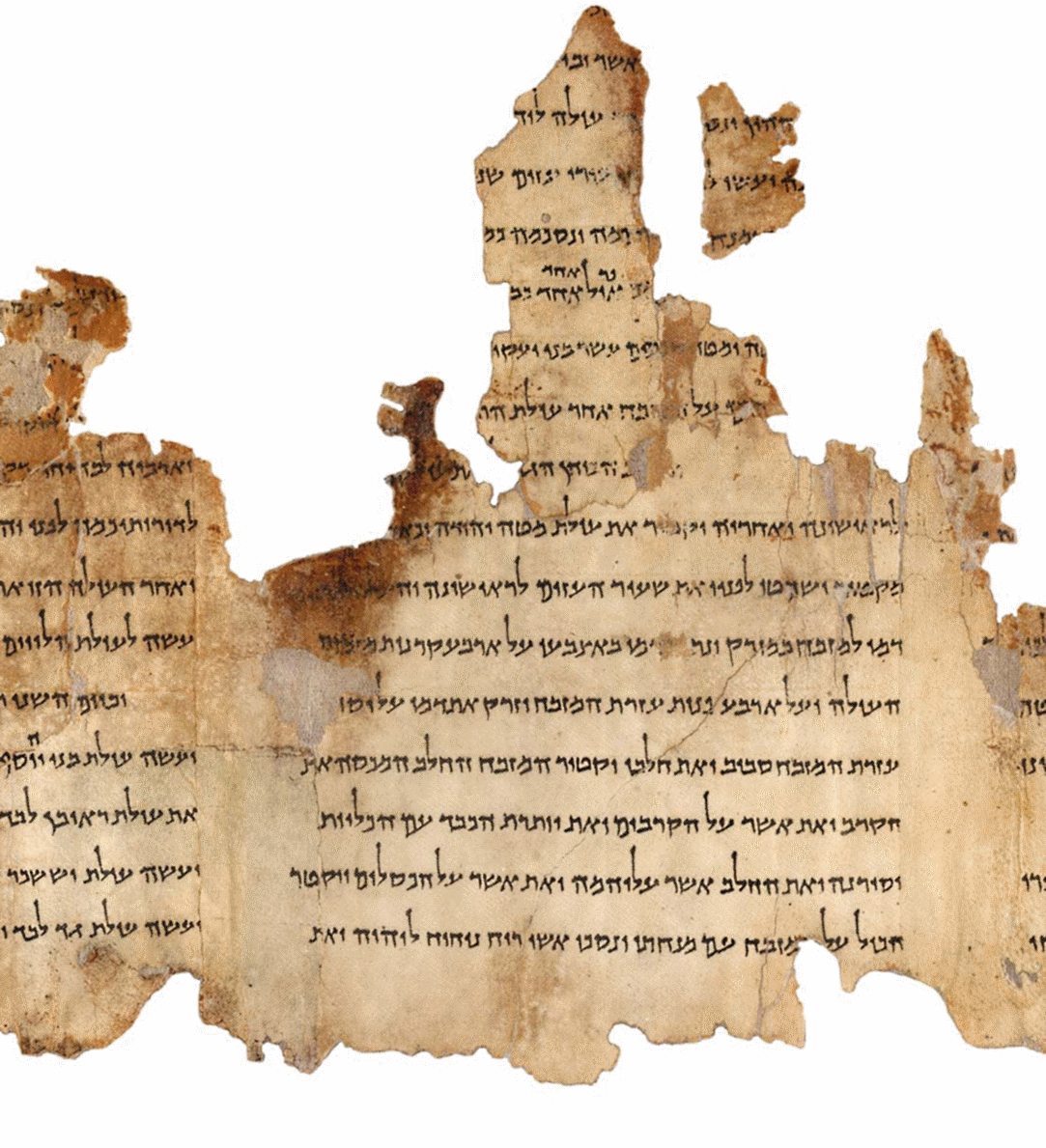
Rouleau du Temple (11Q19)

Le Rouleau du Temple est un manuscrit hébreu copié au tournant de l’ère chrétienne et découvert à Qumrân. C’est le plus long des manuscrits de la mer Morte, mesurant 8,148 m dans son état actuel et au moins 8,75 m à l’origine.

## Découverte
En 1960, l’archéologue israélien Yigaël Yadin reçoit une lettre lui proposant la vente de manuscrits de la mer Morte. Les négociations échouent : Yadin propose 130.000 dollars pour l’acquisition de ce rouleau mais son propriétaire, un cordonnier et antiquaire de Bethléem nommé Khalil Iskander Chahin, surnommé Kando, refuse. En 1967, à l’issue de la Guerre des Six Jours, Yadin se rend dans la boutique de Kando à Jérusalem-Est et trouve le rouleau dans une boîte à chaussures. Il finira par offrir à Kando la somme de 105.000 dollars pour l’acquisition de ce rouleau, aujourd’hui conservé au Sanctuaire du Livre au Musée d’Israël.
Bien que le rouleau n’ait pas été découvert in situ, il provient vraisemblablement de la onzième grotte à manuscrits de Qumrân. Il a reçu le numéro 19, d’où le sigle 11Q19. Deux autres manuscrits de la même œuvre littéraire sont également réputés provenir de la même grotte, et ont ainsi reçu les sigles 11Q20 et 11Q21. Les trois manuscrits sont également désignés par les sigles 11QTᵃ, 11QTᵇ, et 11QTᶜ.

## Description
Dès 1967, Yadin déchiffre le Rouleau du Temple et en fait une présentation préliminaire publiée dans les Comptes rendus de l’Académie des Inscriptions et Belles-Lettres. Selon lui, le rouleau a été copié dans la seconde moitié du Ier siècle avant Jésus-Christ ou au début du premier siècle de notre ère, par un scribe professionnel. Il comporte 66 colonnes, mais le début est perdu ; Yadin estime qu’« il n’en manque probablement pas beaucoup », peut-être une seule colonne.
Ce déchiffrement préliminaire lui permet d’identifier quatre groupes de sujets au sein du Rouleau du Temple : (1) des halakhot, règles religieuses du judaïsme, contenant de nombreuses citations de la Torah ou Pentateuque ; (2) une liste des sacrifices pour chaque fête juive ; (3) une description du Temple ; (4) des statuts concernant le roi d’Israël.

## Édition et traduction
En anglais, une édition bilingue complète du Rouleau du Temple paraît en trois volumes en 1983. Une traduction française annotée est publiée dès 1987 par André Caquot dans les Écrits intertestamentaires, édités par André Dupont-Sommer et Marc Philonenko. Une édition bilingue hébreu-français est publiée en 2013 par Michaël Langlois dans La Bibliothèque de Qumrân, collection fondée par André Paul.
Une édition électronique du texte hébreu est aujourd’hui disponible dans le cadre du projet allemand DFG Qumran-Digital. Des photographies numériques haute résolution ont été mises en ligne par le Musée d’Israël. 

## LeRouleau du Templeet la Torah
Le Rouleau du Temple présente de nombreux parallèles avec la Torah, notamment l’Exode, le Lévitique et le Deutéronome. Mais contrairement à ces livres, Dieu parle à la première personne, et son interlocuteur n’est jamais nommé. Il s’agit probablement de Moïse.
Dans le Rouleau du Temple, Dieu ordonne la construction d’un sanctuaire mais, contrairement à celui de la Torah, il ne s’agit pas d’un sanctuaire mobile. Il s’agit d’un bâtiment, à l’instar du temple de Salomon, mais beaucoup plus grand : il mesure 1600 coudées et compte trois parvis concentriques. De telles dimensions ont conduit les chercheurs à supposer qu’il s’agit d’un temple idéal, utopique. Les prescriptions religieuses en lien avec le temple sont quant à elles proches de celles d’un autre manuscrit de la mer Morte, 4QMMT, dont l’origine pourrait être sadducéenne.
Si la copie du Rouleau du Temple date du tournant de notre ère, l’œuvre littéraire est antérieure, et certains ont même proposé d’y voir un sixième livre de la Torah. D’autres envisagent une rédaction vers le IIe siècle avant Jésus-Christ, en tout cas dans sa forme actuelle. Avec ses 8,75 m, le Rouleau du Temple aurait ainsi pu être une Torah à lui seul, comme le Deutéronome ; cela pose la question de la date de rédaction de la Torah et de sa structure en cinq livres, appelés Pentateuque.